# Lonely People
«Lonely People» es una canción interpretada por la banda estadounidense America. Se lanzó en diciembre de 1974 como el segundo y último sencillo de su álbum Holiday.

## Escritura y temática
«Lonely People» fue escrita como una “canción de respuesta” optimista a la canción de the Beatles «Eleanor Rigby». Dan Peek consideró «Eleanor Rigby» una “imagen abrumadora... de las masas de humanidad perdida, ahogándose en un olvido gris”, y recordaría haber sido “lacerado” al escuchar por primera vez la letra de su estribillo. «Lonely People» fue escrita pocas semanas después del matrimonio de Dan Peek en 1973 con Catherine Maberry-Peek: “Siempre me sentí como una persona melancólica y solitaria. Y ahora [al casarme] sentí que había ganado”.

## Rendimiento comercial
En Estados Unidos, «Lonely People» debutó en el número 48 en la lista Easy Listening durante la semana que terminó el 28 de diciembre de 1974, donde se desempeñó como el segundo debut más alto de la edición. Después de escalar de manera constante la lista durante ocho semanas consecutivas, encabezó la lista el 15 de febrero de 1975, donde desplazó la canción de John Denver, «Sweet Surrender», de la posición más alta. «Lonely People» salió de la lista Easy Listening el 5 de abril en el número 45; en total, pasó quince semanas consecutivas entre los rankings de la lista. En la lista de sencillos de todos los géneros, «Lonely People» alcanzó el número 5 el 8 de marzo.
Fuera del país natal de la banda, el sencillo tuvo un éxito comercial menor. En Canadá, «Lonely People» debutó en el puesto número 46 de la lista RPM Pop Music Playlist durante la semana que terminó el 1 de febrero de 1975, donde se desempeñó como el tercer debut más alto de la edición. En su sexta semana en la lista, «Lonely People» alcanzó la tercera posición. «Lonely People» salió de la lista Pop Music Playlist el 29 de marzo en el número 22; en total, pasó ocho semanas consecutivas entre los rankings de la lista. En la lista de sencillos de todos los géneros, «Lonely People» alcanzó el número 16 el 15 de marzo.

## Lista de canciones
7-inch single – Warner Bros. WB 8048 
1. «Lonely People» – 2:27
2. «Mad Dog» – 2:33

## Posicionamiento

### Gráfica semanal
| Gráfica (1975)                            | Pico de posición |
| ----------------------------------------- | ---------------- |
| Australia (Kent Music Report)             | 43               |
| Canadá (RPM Top Singles)                  | 16               |
| Canadá (RPM Pop Music Playlist)           | 3                |
| Estados Unidos (Billboard Hot 100)        | 5                |
| Estados Unidos (Billboard Easy Listening) | 1                |
| Estados Unidos (Cash Box Top 100 Singles) | 10               |
| Estados Unidos (Radio & Records Pop/30)   | 4                |

### Gráfica de fin de año
| Gráfica (1975)                            | Pico de posición |
| ----------------------------------------- | ---------------- |
| Canadá (RPM Top Singles)                  | 131              |
| Estados Unidos (Billboard Hot 100)        | 83               |
| Estados Unidos (Billboard Easy Listening) | 24               |